# The Bootleg Series Vol. 13: Trouble No More 1979–1981
The Bootleg Series Vol. 13: Trouble No More 1979–1981 är ett samlingsalbum av Bob Dylan som utgavs av Columbia Records i november 2017. Under åren 1979-1981 var Dylan pånyttfödd bekännande kristen. Han gav under perioden ut tre album med tydligt kristna texter, Slow Train Coming, Saved och Shot of Love, och under några månader framförde han enbart låtar härstammande från sitt religiösa uppvaknande vilket i flera fall möttes av perplexa reaktioner. Denna samlingsvolym i bootleg-serien samlar ett antal konsertinspelningar från eran, samt en handfull låtar som aldrig gavs ut i studioversioner, exempelvis "Ain't No Man Righteous, No Not One" och "Blessed Is the Name". Samlingsalbumet finns utgivet i en kortversion på två CD-skivor, samt boxversioner på 4 LP-skivor eller 8 CD-skivor.
Samlingsalbumet fick till skillnad från de ursprungliga albumen ett mestadels positivt bemötande. Det snittar på 88/100 på Metacritic. Webbsidan Pitchforks recension beskriver inspelningarna som fascinerande inblickar i en av Dylans minst förstådda perioder, och att konsertinspelningarna i många fall överträffar studioinspelningarna från perioden.

## Låtlista, dubbel CD-version
Skiva 1
1. "Slow Train" (Live, 16 November 1979, The Warfield Theatre, San Francisco, USA) - 6:20
2. "Gotta Serve Somebody" (Live, 15 November 1979, The Warfield Theatre, San Francisco, USA) - 6:29
3. "I Believe In You" (Live, 16 Maj 1980, Stanley Theatre, Pittsburgh, USA) - 4:51
4. "When You Gonna Wake Up?" (Live, 9 Juli 1981, Drammenshallen, Drammen, Norge) - 5:27
5. "When He Returns" (Live, 5 December, 1979, Kiva Auditorium, Albuquerque, New Mexico) - 5:00
6. "Man Gave Names to All the Animals" (Live, 16 Januari 1980, Paramount Theatre, Portland, Oregon, USA) - 5:45
7. "Precious Angel" (Live, 16 November 1979, The Warfield Theatre, San Francisco, USA) - 5:40
8. "Covenant Woman" (Live, 20 November 1979, Civic Auditorium, Santa Monica, Kalifornien, USA) - 5:52
9. "Gonna Change My Way of Thinking" (Live, 31 Januari 1980, Orpheum Theater, Memphis, Tennessee, USA) - 4:46
10. "Do Right to Me Baby (Do Unto Others)"	(Live, 28 Januari, 1980, Uptown Theatre, Kansas City, Missouri, USA) - 5:08
11. "Solid Rock" (Live, 27 November 1979, Golden Hall, San Diego, Kalifornien, USA) - 4:42
12. "What Can I Do for You?" (Live, 27 November 1979, Golden Hall, San Diego, Kalifornien, USA) - 5:53
13. "Saved" (Live, 12 Januari 1980, Paramount Theatre, Portland, Oregon, USA) - 4:49
14. "In the Garden" (Live, 27 Januari 1980, Uptown Theatre, Kansas City, Missouri, USA) - 6:33

Skiva 2
1. "Slow Train" (Live, 29 Juni 1981, Earls Court, London, England) - 4:35
2. "Ain't Gonna Go to Hell for Anybody" (tidigare ej utgiven) (Live, 24 April 1980, Le Theatre Saint-Denis, Montreal, Quebec, Kanada) - 4:30
3. "Gotta Serve Somebody"	(Live, 15 Juli 1981, Freilichttheater, Bad Segeberg, Västtyskland) - 3:57
4. "Ain't No Man Righteous, No Not One" (tidigare ej utgiven) (Live, 16 November 1979, The Warfield Theatre, San Francisco, Kalifornien, USA) - 4:35
5. "Saving Grace"	(Live, 6 November 1979, The Warfield Theatre, San Francisco, Kalifornien, USA) - 4:25
6. "Blessed Is the Name" (tidigare ej utgiven) (Live, 20 November 1979, Civic Auditorium, Santa Monica, Kalifornien, USA) - 4:18
7. "Solid Rock" (Live, 23 Oktober 1981, The Spectrum, Philadelphia, Pennsylvania, USA) - 4:20
8. "Are You Ready?" (Live, 30 April 1980, Kleinhans Music Hall, Buffalo, New York, USA) - 6:19
9. "Pressing On" (Live, 6 November 1979, The Warfield Theatre, San Francisco, Kalifornien, USA) - 6:52
10. "Shot of Love"	(Live, 25 Juli 1981, Palace des Sports, Avignon, France) - 4:45
11. "Dead Man, Dead Man" (Live, 21 Juni, 1981, Stade Municipal des Minimes, Toulouse, France) - 4:22
12. "Watered-Down Love" (Live, 12 Juni 1981, Pine Knob Music Theatre, Clarkston, Michigan, USA) - 4:44
13. "In the Summertime" (Live, 21 Oktober 1981, The Orpheum Theatre, Boston, Massachusetts, USA) - 3:15
14. "The Groom's Still Waiting at the Altar" (Live, 13 November 1980, The Warfield Theatre, San Francisco, Kalifornien, USA) - 6:01
15. "Caribbean Wind" (Live, 12 November 1980, The Warfield Theatre, San Francisco, Kalifornien, USA) - 5:23
16. "Every Grain of Sand" (Live, 21 November 1981 at Civic Center Theatre, Lakeland, Florida, USA) - 3:42

## Listplaceringar
- Billboard 200, USA: #49[3]
- UK Albums Chart, Storbritannien: #21[4]
- Frankrike: #121[5]
- Nederländerna: #9[6]
- VG-lista, Norge: #8[7]
- Sverigetopplistan, Sverige: #7[8]

### Fotnoter
1. ↑  https://www.metacritic.com/music/trouble-no-more-the-bootleg-series-vol-13-1979-1981/bob-dylan
2. ↑  https://pitchfork.com/reviews/albums/bob-dylan-trouble-no-more-the-bootleg-series-vol-13-1979-1981/
3. ↑  https://www.billboard.com/music/Bob-Dylan/chart-history/TLP
4. ↑  https://www.officialcharts.com/artist/28513/bob-dylan/
5. ↑  https://lescharts.com/showitem.asp?interpret=Bob+Dylan&titel=The+Bootleg+Series+Vol%2E+13+%2F+1979%2D1981+%2D+Trouble+No+More&cat=a
6. ↑  https://dutchcharts.nl/showitem.asp?interpret=Bob+Dylan&titel=The+Bootleg+Series+Vol%2E+13+%2F+1979%2D1981+%2D+Trouble+No+More&cat=a
7. ↑  https://norwegiancharts.com/showitem.asp?interpret=Bob+Dylan&titel=The+Bootleg+Series+Vol%2E+13+%2F+1979%2D1981+%2D+Trouble+No+More&cat=a
8. ↑  https://swedishcharts.com/showitem.asp?interpret=Bob+Dylan&titel=The+Bootleg+Series+Vol%2E+13+%2F+1979%2D1981+%2D+Trouble+No+More&cat=a